# Tricholepidion gertschi
Tricholepidion gertschi är en insektsart som beskrevs av Peter Wolfgang Wygodzinsky 1961. Tricholepidion gertschi placeras som ensam art i släktet Tricholepidion som i sin tur är enda släktet inom familjen Lepidotrichidae. Inga underarter finns listade i Catalogue of Life.